# Condado de Zadar
El condado de Zadar (en croata: Zadarska županija) es un condado croata. La población del condado era de 162.045 habitantes en 2001. Su centro administrativo es la ciudad de Zadar.

## Ciudades y municipios
El condado de Zadar está dividido en 6 ciudades y 28 municipios:

### Ciudades
- Zadar
- Benkovac
- Biograd na Moru
- Nin
- Obrovac
- Pag

### Municipios
- Bibinje
- Galovac
- Gračac
- Jasenice
- Kali
- Kolan
- Kukljica
- Lišane Ostrovičke
- Novigrad
- Pakoštane
- Pašman
- Polača
- Poličnik
- Posedarje
- Povljana
- Preko
- Privlaka
- Ražanac
- Sali
- Stankovci
- Starigrad
- Sukošan
- Sveti Filip i Jakov
- Škabrnja
- Tkon
- Vir
- Vrsi
- Zemunik Donji